# Sige-Yuki Kuroda
Pour les articles homonymes, voir Kuroda.
Sige-Yuki Kuroda (黒田 成幸, Kuroda Shigeyuki), né en 1934 – décédé le 25 février 2009, est professeur émérite et directeur de recherche en linguistique à l'université de Californie à San Diego. Bien que pionnier dans l'application de la syntaxe générative (en) chomskyenne à la langue japonaise, il est surtout connu pour le large éventail de son travail dans les sciences du langage. En théorie du langage formel par exemple, la forme normale de Kuroda des grammaires contextuelles porte son nom.

## Biographie
Kuroda est issu d'une importante famille de mathématiciens au Japon. Son grand-père, Teiji Takagi, a étudié auprès de David Hilbert. Kuroda lui-même a obtenu des diplômes en mathématiques et linguistique de l'université de Tokyo. En 1962, il intègre le MIT avec la première promotion du nouveau département de linguistique où il écrit sa thèse fondatrice, Generative Studies in the Japanese Language (1965) sous la supervision de Chomsky.

## Publications (sélection)
- « Classes of languages and linear-bounded automata », Information and Control, vol. 7, no 2,‎ juin 1964, p. 207–223.
- Aux quatre coins de la linguistique, traduit de l'anglais par Cassian Braconnier et Joëlle Sampy, Paris, Seuil (collection « Travaux linguistiques »), 1979.
- « Whether We Agree or Not : A Comparative Syntax of English and Japanese », in William J. Poser (ed.) Papers from the Second International Workshop on Japanese Syntax, 103–142. Stanford, CA: CSLI Publications, 1988.
- Toward a poetic theory of narration. Essays of S.-Y. Kuroda, édité par Sylvie Patron, Table of Contents de Gruyter Mouton, Berlin 2014,  (ISBN 978-3-11-031838-8),  (ISBN 978-3-11-033486-9).
- Pour une théorie poétique de la narration, introduction, notes et édition de Sylvie Patron, Paris, Armand Colin (collection « Recherches »), 2012.

### Bases de données et dictionnaires
- Ressources relatives à la recherche :   - Mathematics Genealogy Project
  - Persée
- Notices d'autorité :   - VIAF
  - ISNI
  - BnF (données)
  - IdRef
  - LCCN
  - GND
  - Japon
  - CiNii
  - Belgique
  - Pays-Bas
  - Israël
  - NUKAT
  - Australie
  - Norvège
  - WorldCat